# Matija Pak
‎Matija Pak, slovenski teolog in filozof, * 24. februar 1816, Sv. Jakob v Slovenskih Goricah, † 26. julij 1881, Maribor.
Rodil se je očetu Francu in materi Mariji. Na Visoki bogoslovni šoli v Mariboru je v letih 1864–1869 predaval cerkveno pravo.